# اچ‌بی‌تی (ماده منفجره)
اچ‌بی‌تی (ماده منفجره) (به انگلیسی: HBT (explosive)) یک ترکیب شیمیایی با شناسه پاب‌کم ۱۴۴۷۰۳ است. 